# Gabriel Aresti
Gabriel Aresti Segurola (Bilbao, 14 ottobre 1933 – Bilbao, 5 giugno 1975) è stato uno scrittore e poeta spagnolo,  uno dei più importanti scrittori e poeti in lingua basca del XX secolo.

## Biografia
A 14 anni imparò la lingua basca e fece la sua prima opera, Maldan Behera (Downhill), mostra un forte carattere simbolista. Le sue opere più famose sono la cosiddetta "Trilogia della Pietra": Harri eta herri (Stone and Town, 1964), Euskal harria (Basque Stone, 1968) e Harrizko herri hau  (This Stone Town, 1971) sono già legate alla poesia sociale e scritte in un linguaggio colloquiale, chiaramente collegato al lavoro di Blas de Otero, Gabriel Celaya e Antonio Machado.
Difese la creazione di un basco unificato e fondò la casa editrice Lur, che formò nuovi scrittori, come Ramón Saizarbitoria, Arantxa Urretabizkaia e Xabier Lete. Collaborò come paroliere con cantautori come Mikel Laboa e con il gruppo folk Oskorri.
Fu fortemente influenzato da Bertolt Brecht ed è considerato uno degli sponsor del movimento teatrale nei Paesi Baschi. Tra i suoi discepoli ci sono i poeti Joseba Sarrionandia, Jon Juaristi e Bernardo Atxaga.

### Relazione con la Galizia
Sebbene non abbia mai visitato la Galizia, Aresti mantenne una relazione di amicizia con gli intellettuali galiziani come Xesús Alonso Montero e Xosé Luis Méndez Ferrín, che influenzarono il gran numero di traduzioni di Aresti. Tradusse in Basco le sei poesie galiziane di Federico García Lorca, Album Nós di Castelao, il Catecismo do labrego di Valentín Lamas Carvajal, O divino sainete di Curros Enríquez, Pranto matricial di Valentín Paz-Andrade e Divinas palabras di Valle-Inclán. Ha prestato giuramento nel Concorso "Breogan" del Centro Galiziano di Barakaldo ed ebbe un rapporto molto stretto con gli emigrati galiziani nei Paesi Baschi.
Quando nel 1969 ci fu un certo scontro tra baschi e galiziani, Aresti scrisse tre sonetti contro questo confronto. Manuel María rispose con tre canzoni nello stesso modo di Segurola.